# Revolution (język programowania)
Revolution – język programowania czwartej generacji (4GL) typu RAD, oparty na HyperTalk, działający na wielu platformach. Jest dynamicznie typowany, a jego składnia przypomina naturalny język angielski.
Poniższy kod:
```
 repeat ten times
   put "Hello world at" && the time & return after field 1
   wait two seconds
 end repeat
```

umieści 10 linii "Hello world at 9:00 AM" w pierwszym polu (zakładając, że akurat taki jest czas systemowy).